# بتا آفتاب‌پرست
بتا آفتاب‌پرست یک ستاره است که در صورت فلکی آفتاب‌پرست قرار دارد.